# 加布里埃尔·萨库亚尼
加比爾·阿達拉·蘇亞利（法語：Gabriel Abdala Zakuani，1986年5月31日—）是一名刚果民主共和国足球運動員，司職後衛，現時效力英甲球會彼德堡。

## 生平

### 球會
奧連特
蘇亞利在當時仍稱為扎伊爾（現時的刚果民主共和国）的首都金沙萨出生，於7歲之齡舉家移居英國倫敦。當他於14歲時為校隊出賽，被奧連特相中而羅致旗下。經歷兩季在青年隊的磨練，蘇亞利於2003年3月獲提升上一隊，在對般尼茅夫時首次上陣，時年僅16歲。翌季蘇亞利取得更多上陣機會，更於2003年12月連續兩週的聯賽，分別對京達米士特和貝利取得入球。2004年9月14日蘇亞利簽署首份職業球員合約，為期兩年半。2004/05年和2005/06年球季蘇亞利成為時任領隊马丁·灵（Martin Ling）麾下的常規正選，鞏固後防中堅席位，為奧連特一隊上陣接近100場及取得3個入球。
2006年1月8日當時處身英乙的奧連特在英格蘭足總盃第三圈作客卡雲農舍球場，爆冷門以2-1淘汰英超的富咸，蘇亞利在比賽中出色的表現吸引到這支西倫敦球隊的注意。2月7日蘇亞利同意與奧連特延長現有合約多12個月。球季結束後，奧連特以第3位的成績取得直接升班英甲的席位。時任富咸領隊基斯·高文（Chris Coleman）向奧連特提出收購蘇亞利，7月11日兩會達成沒有透露金額的轉會費協議，蘇亞利正式轉投富咸，簽約四年，據報身價打破奧連特當時球員交易金額的600萬英鎊。 
富咸
但蘇亞利在富咸的發展卻未如人意，逗留在這支英超球隊的3年期間，只曾在加盟首季分別在英格蘭聯賽盃對韋甘比和英格蘭足總盃對莱斯特城合共上陣兩場。
外借史篤城
2007年1月30日蘇亞利以借用身份加盟英冠球會史篤城直到球季結束，雖然蘇亞利是一名中堅，但在借用期間他有時亦要兼任右閘之職。他於2月21日作客2-0擊敗打比郡首次為史篤城披甲上陣。他合共為史篤城上陣9場，全部擔任正選，但最終史篤城僅以兩分之微未能躋身升班附加賽。
2007年8月31日史篤城再向富咸借用蘇亞利至球季結束。他於第二次借用期間為史篤城合共上陣19場，而球隊亦於球季結束後以次名身份直接升班英超。蘇亞利曾表示願意正式留效史篤城，但最終沒有成事。
彼德堡
在富咸不獲重用的蘇亞利繼續外借生涯，於2008年夏季轉會窗關閉前獲剛升班英甲球會彼德堡借用3個月，由於當時正為國家隊效力，直到9月11日才完成文件手續向新球會報到。於第二場上陣兼首次在主場球迷面前亮相對燦美爾，蘇亞利接應羅素·馬田開出的角球頂入，為新東家扳平2-2。加盟後蘇亞利出席彼德堡的所有賽事，2008年11月彼德堡時任領隊达伦·弗格森透露球會將會於轉會窗在1月1日重開時正式羅致蘇亞利，新約為期三年半，由於借用期於12月13日結束，意味他需要缺席12月末的3場賽事才可重上戰場。2009年3月14日主場對諾咸頓，蘇亞利於開賽後僅7分鐘便被驅逐離場，吃下個人職業生涯首面紅牌。彼德堡最終奪得聯賽亞軍及直接升班英冠的資格。
好景不常，彼德堡於升班後成績不振，先後更換4名領隊，但仍難逃降班返回英甲的命運。蘇亞利於夏季接受手術治理一直困擾他的腹股溝傷患。彼德堡於2011年1月再次聘請达伦·弗格森回巢任教，雖然脆弱的防線整季失掉75球，但憑藉銳利的鋒線攻入超過100球，蘇亞利亦有兩球貢獻，以第4位晉身附加賽，首先在準決賽兩回合累計4-3淘汰米爾頓凱恩斯，再於決賽擊敗哈德斯菲爾德再返英冠角逐。升班後防守的毛病仍然未有解決，77個失球僅比墊底降班的唐卡士打的80球為少，但幸好以第18位結束球季保持英冠席位。
2012年7月7日蘇亞利取代被掛牌出售的於新球季擔任隊長。但蘇亞利自2012年9月22日主場0-2負於狼隊便失去正選席位，更於11月10日於對水晶宮賽後與另外3名隊友違反球會宵禁的紀律，於內部調查後被判罰款及列名於出售名單內。蘇亞利於Twitter回應表示由於週中沒有賽事，故此與隊友外出，期間沒有吸煙或飲酒，約於凌晨2時回到家中，翌日早上8時起床上教堂，並稱受到事件傷害，但願意向球迷致歉和尊重領隊及球會職員；其後达伦·弗格森表示4名球員不尊重球會，但由於事前沒有明言禁止外出，故此撤銷對蘇亞利制裁。涉事的4名球員只有蘇亞利獲得留隊，其他3名隊友先後被倡借用到其他球隊等待轉會窗重開後賣走。而蘇亞利亦要4個星期後才獲重召，於12月8日在主場2-3負於米杜士堡的聯賽正選上陣。

### 國家隊
蘇亞利於2005年8月首次代表剛果民主共和國上陣對畿內亞。

## 私人生活
2007年蘇亞利在英國饒舌歌手迪兹·帕斯卡尔（Dizzee Rascal）的單曲「Flex」的音樂影片中亮相。
2008年2月3日蘇亞利因沒有有效保險駕駛罪成，被北施他佛郡法院（North Staffordshire Magistrates）判罰240英鎊和加6點罰分，兼付堂費50英鎊。
蘇亞利的幼弟史提夫（Steve Zakuani）曾在阿仙奴青訓學院接受訓練，其後加入美國的艾克朗大學的「艾克朗袋鼠隊」（Akron Zips）參加大學足球賽，再轉投「美職聯發展超級聯賽」（USL Premier Development League）的克里夫蘭國際（Cleveland Internationals），最終獲美國職業足球大聯盟西雅圖海灣者於2009年「美職聯超級選秀會」（MLS SuperDraft）相中，以第1選投身職業足球。
2011年1月11日蘇亞利在Twitter上宣佈每多1名追隨者，他會捐出1英鎊予喜劇救濟。

## 榮譽
奧連特
- 英格蘭足球乙級聯賽季軍：2005/06年（升班英甲）；

史篤城
- 英格蘭足球冠軍聯賽亞軍：2007/08年（升班英超）；

彼德堡
- 英格蘭足球甲級聯賽亞軍：2008/09年（升班英冠）；
- 英格蘭足球甲級聯賽附加賽冠軍：2010/11年（升班英冠）；

## 外部連結
- 足球数据库：加比爾·蘇亞利的球员统计数据
- Premier League player profile（页面存档备份，存于）
- BBC report on Fulham transfer（页面存档备份，存于）